# 維多利亞上冰川
77°16′S 161°25′E / 77.267°S 161.417°E
維多利亞上冰川是南極洲的冰川，位於維多利亞地，由澳大利亞探險隊命名，取名自威靈頓維多利亞大學，現時由南極條約體系管理。